# بيرسي داوسون
بيرسي داوسون (بالإنجليزية: Percy Dawson)‏ (29 نوفمبر 1890 في المملكة المتحدة - ) هو لاعب كرة قدم بريطاني (وحمل سابقاً جنسية المملكة المتحدة لبريطانيا العظمى وأيرلندا) في مركز الهجوم. شارك مع منتخب اسكتلندا لكرة القدم. أما مع النوادي، فقد لعب مع بلاكبيرن روفرز وهارت أوف ميدلوثيان ونادي بارو ونادي  شيلدز الشمالية ‏.